# Balatonberény
Balatonberény là một thị trấn thuộc hạt Somogy, Hungary. Thị trấn này có diện tích 26,09 km², dân số năm 2010 là 1171 người, mật độ 45 người/km².